# 舞浜アンフィシアター
舞浜アンフィシアター（まいはまアンフィシアター）は、千葉県浦安市舞浜の東京ディズニーリゾート（TDR）内にある多目的ホールである。

## 概要
アンフィシアター（amphirgeater、amphitheatre）とは、ひな壇式（階段式）客席のある大講堂・大教室の意味である。
2008年（平成20年）10月1日にオープンし2011年12月31日まで営業していたシルク・ドゥ・ソレイユ専用劇場であるシルク・ドゥ・ソレイユ シアター東京をリニューアルし、2012年9月1日にオープンした。本項では前身の劇場についても扱う。北米以外では初となる、独自演目を公演するシルク・ドゥ・ソレイユ専用の常設劇場として建設された。オリエンタルランド（OLC）が事業主として所有し、TDRの正式な構成施設である。場所はTDR内ディズニーアンバサダーホテルの隣接地（旧アネックス・パーキングの一部）で、2008年（平成20年）5月末に完成した。
2008年（平成20年）10月1日にレジデント・ショー（常設公演）「ZED」のグランドオープン公演を開催、常設公演を開始した。シアター外壁には巨大なシルク・ドゥ・ソレイユのロゴマークが描かれており、ディズニーリゾートラインやJR京葉線の車内等から見ることができた。
2011年（平成23年）3月11日に発生した東北地方太平洋沖地震の影響により、同年3月14日から4月22日の間、「ZED」をはじめとする全ての公演がキャンセルとなった。同年4月23日より公演は再開されたが、同年7月、劇場所有者で公演主催者でもあるOLCは東日本大震災後の来場者数の減少が続いた事により黒字化が困難であること等を理由に、「ZED」公演を同年12月31日をもって終了することを発表した。また、日本経済新聞などでの報道で「ZED」初演以来、シアター部門は赤字状態が続いていた事が明らかとなった。これに伴い「ZED」千秋楽を以てシルク・ドゥ・ソレイユとの主催契約を中途解除することになり、実質的にシルク・ドゥ・ソレイユの日本における常設劇場は消滅することになった。
「ZED」公演終了後、2012年（平成24年）3月14日の広報にて、舞浜アンフィシアターと施設名称を変更し多目的ホールとして再オープンすることが発表され、同年9月1日よりオープンした。壁面に描かれていたシルク・ドゥ・ソレイユのロゴマークは消されている。
2022年10月から劇団四季（四季株式会社）がディズニーミュージカル『美女と野獣』を本シアターにてロングラン上演することを2021年12月に発表した。劇団四季はこれまでに7作品のディズニーミュージカルを上演しているが、東京ディズニーリゾート内で上演するのは同作品が初めてとなる。それに伴い、壁面に新たに「劇団四季 美女と野獣」のロゴマークが貼り付けられた。

## 施設
- 施設データ
  - 総事業費：約140億円
  - 総客席数：2,170席
  - 施設階数：地上7階建て
  - 建築面積：約5,400m2
  - 延床面積：約14,000m2
  - 建築主：竹中工務店

## 沿革
- 2005年（平成17年）4月13日 - シルク・ドゥ・ソレイユ、OLC、ディズニーの3社間でTDR内にシルク・ドゥ・ソレイユの専用劇場を建設することで合意、業務提携契約を締結。
- 2006年（平成18年）4月18日 -  劇場の建設予定地で「安全祈願祭」を開催、建設工事に着手[注釈 1]。
- 2007年（平成19年）10月1日 - 劇場の正式名称と開業日が発表された。
- 2008年（平成20年）
  - 6月3日 - 劇場が完成、報道関係者などに公開され、東京でのレジデント・ショーのタイトルが「ZED（ゼッド）」となることを発表。ファミリーマートが、東京でのレジデント・ショー「ZED」に協賛（オフィシャルスポンサー）することを発表。
  - 8月15日 - ZEDのトライアウト公演を開始。
  - 10月1日 - グランドオープン。ガラプレミア（こけら落とし公演）を開催。
  - 10月2日 - ZEDの本公演を開始。
  - 11月27日 - 11月24日および同日の2日間、シアター内の「フード＆ドリンクバー」にて本来11月23日が賞味期限であった「コーラ（カロリーフリー）」を販売していたことが公演終了後のクロージング作業において、キャストが賞味期限の確認をおこなった際に判明し、OLCはその事実を公表した。原因は、賞味期限の確認のための台帳記入はおこなわれていたものの、確認意識の低さから、賞味期限が過ぎていることに気づかなかったためと発表されている[広報 3]。
- 2011年（平成23年）
  - 12月31日 - この日をもって、「ZED」公演を完全終了。シルク・ドゥ・ソレイユ シアター東京、劇場閉鎖。
- 2012年（平成24年）
  - 3月14日 - OLC広報にて、「舞浜アンフィシアター」と施設名称を変更し多目的ホールとして再オープンすることが発表。
  - 9月1日 - 舞浜アンフィシアターとして再オープン。
- 2017年（平成29年）
  - 4月10日 - 舞台機器点検のためワイヤーで吊るされていたアクロバット監督・吉野和剛が落下し死亡する事故が発生[3][4][5]。
- 2022年（令和4年）
  - 10月23日 - 劇団四季によるミュージカル「美女と野獣」が上演開始。

## アクセス
- 最寄りの鉄道駅
  - ディズニーリゾートライン リゾートゲートウェイ・ステーション下車 徒歩約8分
  - JR東日本京葉線 舞浜駅下車 徒歩約10分
- 最寄りのバス停留所
  - 東京ベイシティバス 2系統・4系統・6系統・8系統・14系統・20系統・21系統・23系統「オリエンタルランド本社前」[注釈 2]下車後、徒歩3分、または「運動公園前」下車 徒歩約5分
  - 東京ベイシティバス12系統「運動公園前」下車 徒歩約5分
  - 浦安市コミュニティバス「おさんぽバス」舞浜線「運動公園前」下車 徒歩約5分
- 最寄りのインターチェンジ
  - 首都高速湾岸線 舞浜入口、浦安出入口

## テレビ番組
- 日経スペシャル ガイアの夜明け 東京ディズニーリゾート 次なる野望 ～ショービジネスへの挑戦～（2008年10月14日、テレビ東京）[6]。- 日本で初めての常設劇場を取材。